# アールスペース
株式会社アールスペース（R-Space Co., Ltd.）は、北海道札幌市に本社を置く、不動産業を事業内容とした企業。本社は札幌市中央区南2条西7丁目。
宅地建物取引業免許　北海道知事 石狩 〈3〉第7442号。
加盟団体は、一般社団法人 全日本任意売却支援協会、公益社団法人 全国宅地建物取引業保証協会、公益社団法人 北海道宅地建物取引業協会、財団法人 東日本不動産流通機構、札幌商工会議所。

## 概要
本社を札幌市に置き、札幌近郊を始め北海道全域の依頼に対応している。
企業理念「共存共栄」、経営ビジョン「私たちは日本一、お客様に感謝される不動産会社を目指し、全ての行動指針とします」をもとに、任意売却、住宅用不動産の売買、不動産相続を3つの柱として業務を行っている。
創業者であり代表取締役の芳賀由治が業界で25年以上不動産査定等の業務を行っており、宅地建物取引士、任意売却コンサルタント、住宅ローンアドバイザー等の資格者が在籍している。
一般社団法人全日本任意売却支援協会にも在籍している。

## 任意売却
住宅ローンの支払いができなくなった人を対象に、自宅、土地、建物、マンション等不動産が裁判所を通して競売にかけられる前に売却する不動産の任意売却にあたっては、「住宅ローンレスキュー北海道」の名称で相談を受け付けている。現在は年間約50件、累計900件以上を解決に導いており、北海道のメディアでも取り上げられている。
任意売却の相談者は、住宅ローン滞納に至った原因として勤務先の倒産、リストラ、離婚、多重債務等の課題を抱えていることが多い。競売にかけられる場合は物件が市場価格よりかなり低い価格で売却せざるを得ない場合が多いが、債権者と交渉して任意売却が成立すれば、競売より有利な条件で市場取引に近い価格で売却できるケースも多い。弁護士、税理士、司法書士等の専門家とも連携しているので、家族間のトラブルや法律問題等、住宅ローンに付随する問題にも対応している。

## 住宅用不動産の売買
不動産取得や転居に伴う通常の不動産の売買のほか、古い、破損している、立地が悪いといった物件にも対応し買取を行っている。
また、提携業者との協力により、それらの物件をリフォーム・リノベーションするノウハウも持っている。
住宅ローン滞納・任意売却の相談も多数受け付けている経験から、不動産取得時の住宅ローンの相談にも応じている。

## 不動産相続
相続財産となっている不動産の査定を行い、弁護士や司法書士、税理士等とも連携しながら、売却やリフォーム、賃貸物件としての運用等に関するアドバイスを行っている。ローン返済中の不動産の対応、遺産分割の紛争解決、空き家不動産の処理、不動産内の残置物処分など不動産相続の周辺で発生する問題にも、提携業者との協力のもと対応している。
また、「不動産相続の相談窓口」に加盟し、不動産相続勉強会を定期的に開催してユーザーに対し不動産相続への事前対応を呼びかけている。
代表取締役の芳賀由治は一般社団法人不動産相続支援協会の代表理事であり、アールスペースで同法人の事務局も務めている。

## 関連会社・団体
- 開成不動産株式会社
- 一般社団法人不動産相続支援協会
- 身近な遺産の専門家
- 不動産相続の相談窓口
- 住宅ローンレスキュー北海道[10]
- 全日本任意売却支援協会